# جائحة فيروس كورونا في سينت أوستاتيوس
توثق هذه المقالة آثار جائحة فيروس كورونا 2019-2020 في منطقة جزر المملكة الهولندية الكاريبية في سينت أوستاتيوس، وقد لا تشمل جميع الاستجابات والإجراءات الرئيسية حتى الآن.

## خلفية
في 12 يناير 2020، أكدت منظمة الصحة العالمية (WHO) أن فيروس تاجي جديد كان سببًا لمرض تنفسي لمجموعة من الأشخاص في مدينة ووهان، مقاطعة خوبي، الصين، والذين كانوا قد لفتوا انتباه منظمة الصحة العالمية في البداية في 31 ديسمبر 2019. تم ربط هذه المجموعة في البداية بسوق هوانان للمأكولات البحرية بالجملة في مدينة ووهان. ومع ذلك، فإن بعض الحالات الأولى التي أظهرت نتائج مختبرية لا صلة لها بالسوق، فمصدر الوباء غير معروف.
على عكس السارس لعام 2003، كانت نسبة إماتة الحالات لـ كوفيد-19  أقل بكثير، لكن انتقال العدوى كان أكبر بكثير، مع إجمالي عدد القتلى. عادة ما يظهر كوفيد-19 في حوالي سبعة أيام بأعراض شبيهة بالإنفلونزا يُظهرها بعض الأشخاص حيث تتطور إلى أعراض الالتهاب الرئوي الفيروسي الذي يتطلب الدخول إلى المستشفى. اعتبارًا من 19 مارس، أصبح كوفيد-19 يُصنف على أنه «مرض معدي عالي الأثر».

## الجدول الزمني
وبحلول 26 مارس، لم تكن هناك حالات مؤكدة في الإقليم، حيث ظهرت بأن سبع حالات مشتبه فيها أنها سلبية. أُغلقت المدارس مؤقتًا في الجزيرة. كما يُمنع حاليًا معظم الزوار الدوليين من دخول المنطقة.
في 31 مارس، ـاكدت الحالتين الأوليين.